# Готч, Фрэнк
Фрэнк Элвин Готч (англ. Frank Alvin Gotch; 27 апреля 1878, Гумбольдт, Айова, США — 16 декабря 1917) — американский рестлер, первый американский чемпион мира по рестлингу в тяжёлом весе.
Ему приписывают популяризацию рестлинга в США. Он выступал в те времена, когда состязания были в основном соревновательными (см. кэтч), и его чемпионство мира по рестлингу в тяжёлом весе (с 1908 по 1913 год) входит в десятку самых продолжительных в истории рестлинга. Он стал одним из самых популярных спортсменов Америки 1900—1910-х годов. Pro Wrestling Illustrated назвал Готча «возможно, лучшим североамериканским рестлером XX века».

## Ранняя жизнь
Сын Фредерика Рудольфа и Амелии Готч, немец по происхождению, он родился и вырос на небольшой ферме в трех милях к югу от Гумбольдта, Айова. В подростковом возрасте он занялся борьбой и заработал репутацию, побеждая местных жителей. В качестве своего фирменного приема он выбрал захват пальцев ног.

## Карьера
Готч боролся и выиграл свой первый матч против Маршалла Грина в Гумбольдте 2 апреля 1899 года, но его первый важный матч состоялся 16 июня 1899 года в Лу-Верне, Айова, против человека, назвавшегося торговцем мебелью из соседнего города. Готч держался почти два часа, но проиграл в упорной борьбе. Только позже, получив визитную карточку впечатленного человека, он узнал, что его противником на самом деле был действующий американский чемпион в тяжелом весе Дэн Маклеод. 18 декабря 1899 года Готч бросил вызов другому бывшему чемпиону Америки в тяжелом весе, «Фермеру» Мартину Бернсу, проиграл за 11 минут, но впечатлил и Бернса, который предложил Готчу тренировать его. Под руководством Бернса Готч выиграл ряд матчей в Айове, а затем в Юконе. На Юконе Готч боролся под именем Фрэнк Кеннеди и завоевал титул «Чемпион Клондайка». Во время пребывания на Юконе Готч попробовал свои силы в боксе, но потерпел поражение в поединке с тяжеловесом Фрэнком «Пэдди» Славином.
На чемпионате мира Тома Дженкинса в 1905 году он проиграл Фреду Биллу, но уже в 1906-м отбил у него звание чемпиона и сохранил титул вплоть до своего ухода из спорта в 1913 году. Среди его 154 побед в 160 матчах более всего известны победы над выдающимся российским борцом Георгом Гаккеншмидтом в 1908 и 1911 годах.
Будучи 179—180 сантиметров ростом и весом в 95,3 килограмма, он был меньше, чем большинство его оппонентов, но обладал необычайной силой и обширными знаниями в области тактики захватов и болевых приёмов. Существуют, однако, свидетельства, что он пользовался порой и приёмами нечестными, в том числе в своём соперничестве с Гаккеншмидтом, в частности, намазывался маслом.
В 1911 году он вступил в брак с Глэдис Эстрих, предки которой также происходили из Германии, имел сына Роберта-Фредерика. Отличался предприимчивостью, помимо борьбы, активно занимался бизнесом. Так, на одном только вложении доходов в сельское хозяйство штата Айова заработал, по разным оценкам, от 200 000 до 400 000 долларов.
Умер в 1917 году в Гумбольдте от уремии. Его супруга и сын похоронены в его фамильном мавзолее на Союзном кладбище в Гумбольдте.

## Титулы и достижения

### Кэтч
- Американский чемпион по кэтчу (1 раз)
- Чемпион мира по кэтчу (1 раз)

### Рестлинг
- Чемпион Америки по реслингу в тяжелом весе (3 раза)[8]
- Чемпион Клондайка
- Чемпион мира по рестлингу в тяжёлом весе (1 раз)

- Зал славы рестлинга Джорджа Трагоса/Лу Теза
  - С 1999 года[9]
- Международный зал славы рестлинга
  - С 2021 года[10]
- Зал славы и музей рестлинга
  - С 2002 года
- Wrestling Observer Newsletter
  - Зал славы Wrestling Observer Newsletter (1996)
- WWE
  - Зал славы WWE (2016)[11]
- Зал спортивной славы штата Айова
  - С 1951 года